# Weltraumprogramm der Europäischen Union
Das Weltraumprogramm der Europäischen Union (englisch European Union Space Programme), offiziell Weltraumprogramm der Union, ist ein Förderprogramm der Europäischen Union (EU) erstellt in Zusammenarbeit mit der Europäischen Weltraumorganisation (ESA), um die Europäische Raumfahrtpolitik zu implementieren. Es wird von der Agentur der Europäischen Union für das Weltraumprogramm verwaltet.

## Hintergrund
Ehemals war die ESA die einzige Organisation in Europa, die sich europaweit mit Raumfahrttechnik und Raumfahrtpolitik befasste. In den 2000er Jahren sah sich auch die Europäische Union (EU) in der Pflicht, eine kohärente Raumfahrtpolitik zu entwickeln. Damit sollte die Nachfrage nach weltraumgestützten Diensten und Anwendungen durch die EU einerseits und das Angebot von Weltraumsystemen durch die ESA andererseits besser aufeinander abgestimmt werden. Europa sollte als Anbieter für Weltraumtechnologie international wettbewerbsfähiger werden und Weltraumtechnologien – etwa bei der Umweltbeobachtung oder zur Kommunikation – besser für die Staaten Europas nutzen.
Die EU bekommt eine eigenständige Kompetenz im Bereich Weltraum. Zum anderen wurde die Zusammenarbeit zwischen der ESA und der EU durch ein von beiden Seiten Ende 2003 unterzeichnetes EU-ESA-Rahmenabkommen auf eine formelle Basis gestellt.
Zur Entwicklung einer langfristigen Strategie fand eine Befragung der Bürger, Firmen und Institutionen statt. Sie basierte auf dem Grünbuch zur Raumfahrtpolitik der EU vom Januar 2003, in dem die Problemkreise und Fragen zur europäischen Raumfahrt angesprochen wurden.
Im November 2003 veröffentlichte die Kommission die Ergebnisse im Weißbuch – die Raumfahrt, das auch die europäische Raumfahrtstrategie behandelte. Zwei Jahre später stellte die EU einen Entwurf für ein gemeinsames Raumfahrtprogramm vor mit der Bezeichnung: Die Europäische Raumfahrtpolitik – Erste Ansätze. Im Verfassungsentwurf der EU fand sich die Nutzung und Erforschung des Weltraums als Aufgabe der Europäischen Union wieder.
In ihrem Bericht Star 21 (2002) bezifferte die EU ihr zukünftiges Raumfahrtengagement auf 5 Mrd. Euro jährlich. Das entspräche nahezu einer Verdopplung der Raumfahrtausgaben in Europa. Zum Vergleich: 2005 hatte ESA einen Etat von fast 3 Mrd. Euro pro Jahr. 
Die neueste Rechtsgrundlage besteht in der Verordnung (EU) 2021/696 vom 28. April 2021 zur Einrichtung des Weltraumprogramms der Union und der Agentur der Europäischen Union für das Weltraumprogramm und zur Aufhebung der Verordnungen (EU) Nr. 912/2010, (EU) Nr. 1285/2013 und (EU) Nr. 377/2014 sowie des Beschlusses Nr. 541/2014/EU.

## Projekte
Zu den wichtigsten Projekten gehören
- Navigationssystem Galileo
- Copernicus-Programm der globalen Beobachtungssatelliten
- EGNOS und
- IRIS² (beauftragt)
- GOVSATCOM, das European Union Governmental Satellite Communications (GOVSATCOM) Programm, das im Notfall den sicheren Datenaustausch zwischen Regierungen und Behörden der EU-Mitgliedsstaaten ermöglichen soll, selbst wenn die landgestützten Telekommunikation ausfallen sollte.

Diese Projekte sind für die EU Kernprojekte, die sie gemeinsam mit der ESA durchführt; alle diese Programme haben zivile und militärische Aspekte. Zu Finanzierung der ersten Drei billigte die EU im April 2021 Investitionen in Höhe von etwa 15 Milliarden Euro bis zum Jahr 2027.
Im Rahmen des Projektes IRIS² wurde das Konsortium SpaceRISE im Dezember 2024 beauftragt, bis 2030 mittels 290 Kommunikationssatelliten in mehreren Satellitenkonstellationen ein weltweites Breitbandnetzwerk aufzubauen. Erklärtes Ziel der EU ist, ein sicheres und widerstandsfähiges europäisches Satellitennetzwerk aufzubauen und hierdurch eine strategische Autonomie zu erreichen.
Die Weltraumerkundung (engl. exploration) und die Entwicklung von Raumtransportern (engl. launcher) für einen unabhängigen Zugang Europas zum Weltraum fallen der ESA zu.

## Europäischer Weltraumrat
Der Europäische Weltraumrat (englisch European Space Council) ist eine gemeinsame Tagung der höchsten Gremien der Europäischen Weltraumorganisation (ESA) und der Europäischen Union. Er hat die Aufgabe, Raumfahrtaktivitäten beider Organisationen zu koordinieren und das EU-Weltraumprogramm zu entwickeln. Der Weltraumrat verfügt über kein Mandat. Alle Beschlüsse müssen von den ihn tragenden Gremien – dem ESA-Rat auf Ministerebene und dem EU-Ministerrat für Wettbewerbsfähigkeit. Die  Hochrangige Gruppe für Raumfahrtpolitik (engl. High Level Space Policy Group, HSPG) bereitet es die Sitzungen vor.
Die Zusammenarbeit zwischen EU und ESA und auch die Aufgaben des Weltraumrates regelt das EU-ESA-Rahmenabkommen vom 25. November 2004.
Tagungen des Weltraumrates:
- 1. Tagung am 25. November 2004 in Brüssel unter der Leitung von Bundesforschungsministerin Edelgard Bulmahn und dem niederländischen Wirtschaftsminister Laurens Brinkhorst.[7]
- 2. Tagung am 7. Juni 2005 in Luxemburg unter der Leitung von Bundesforschungsministerin Edelgard Bulmahn und dem luxemburgischen Minister François Biltgen.[8]
- 3. Tagung am 28. November 2005 in Brüssel unter der Leitung des Wirtschaftsministers Michael Glos, vertreten durch den Staatssekretär Georg Wilhelm Adamowitsch und dem britischen Staatssekretär sowie Minister für Wissenschaft und Innovation, David Sainsbury.[9]
- 4. Tagung am 22. Mai 2007 in Brüssel unter der Leitung des deutschen Parlamentarischen Staatssekretärs Peter Hintze und der niederländischen Wirtschaftsministerin Maria van der Hoeven.[10]
- 5. Tagung am 26. September 2008 in Brüssel unter der Leitung der französischen Bildungs- und Forschungsministerin Valérie Pécresse und der niederländischen Wirtschaftsministerin Maria van der Hoeven.[11]
- 6. Tagung am 29. Mai 2009 in Brüssel unter dem gemeinsamen Vorsitz der tschechischen Bildungsministerin Miroslava Kopicová für den EU-Rat „Wettbewerb“ und der italienischen Ministerin für Bildung, Hochschulwesen und Forschung und gegenwärtigen Vorsitzenden des ESA-Rates auf Ministerebene, Mariastella Gelmini. Zu den Teilnehmern gehörten auch Günter Verheugen, der für Unternehmen und Industrie zuständige Vizepräsident der Europäischen Kommission, und ESA-Generaldirektor Jean-Jacques Dordain.[12]
- 7. Tagung am 26. November 2010 unter dem gemeinsamen Vorsitz der belgischen Ministerin für KMU, Selbstständige, Landwirtschaft und Wissenschaftspolitik, Sabine Laruelle, im Auftrag des EU-Wettbewerbsrates und des italienischen Staatssekretärs im Ministerium für Bildung, Hochschulwesen und Forschung, Giuseppe Pizza. Zu den Teilnehmern gehörten Antonio Tajani, Vizepräsident der Europäischen Kommission und Kommissar für Industrie und Unternehmertum, und ESA-Generaldirektor Jean-Jacques Dordain.[13]
- 8. Tagung am 6. Dezember 2011 in Brüssel.[14]
- 9. Tagung am 28. Mai 2019 in Brüssel unter dem gemeinsamen Vorsitz des spanischen ESA-Ratsvorsitzenden Pedro Francisco Duque und des rumänischen Ministers für Forschung und Innovation Nicolae Hurduc.[15][16]
- 10. Tagung fand als eine Videokonferenz unter dem durch Bundesminister für Wirtschaft und Energie Peter Altmaier vertretenen deutschen Vorsitz im Rat der Europäischen Union am 20. November 2020 statt.[17]
- 11. Tagung wurde unter dem Vorsitz (beide Räte) des französischen Wirtschaftsministers Bruno Le Maire im Rahmen des Europäischen Weltraumgipfels 2022 am 16. Februar 2022 in Toulouse organisiert.[18]